# Phaloe
Phaloe is een geslacht van vlinders van de familie spinneruilen (Erebidae), uit de onderfamilie Arctiinae.

## Soorten
- P. cruenta Hübner, 1823
- P. ignita Butler, 1870
- P. lorzae Boisduval, 1870
- P. pyste Druce, 1885
- P. vespertilio Dognin, 1911
- P. vogli Daniel, 1966